# شداد (إنشاء)

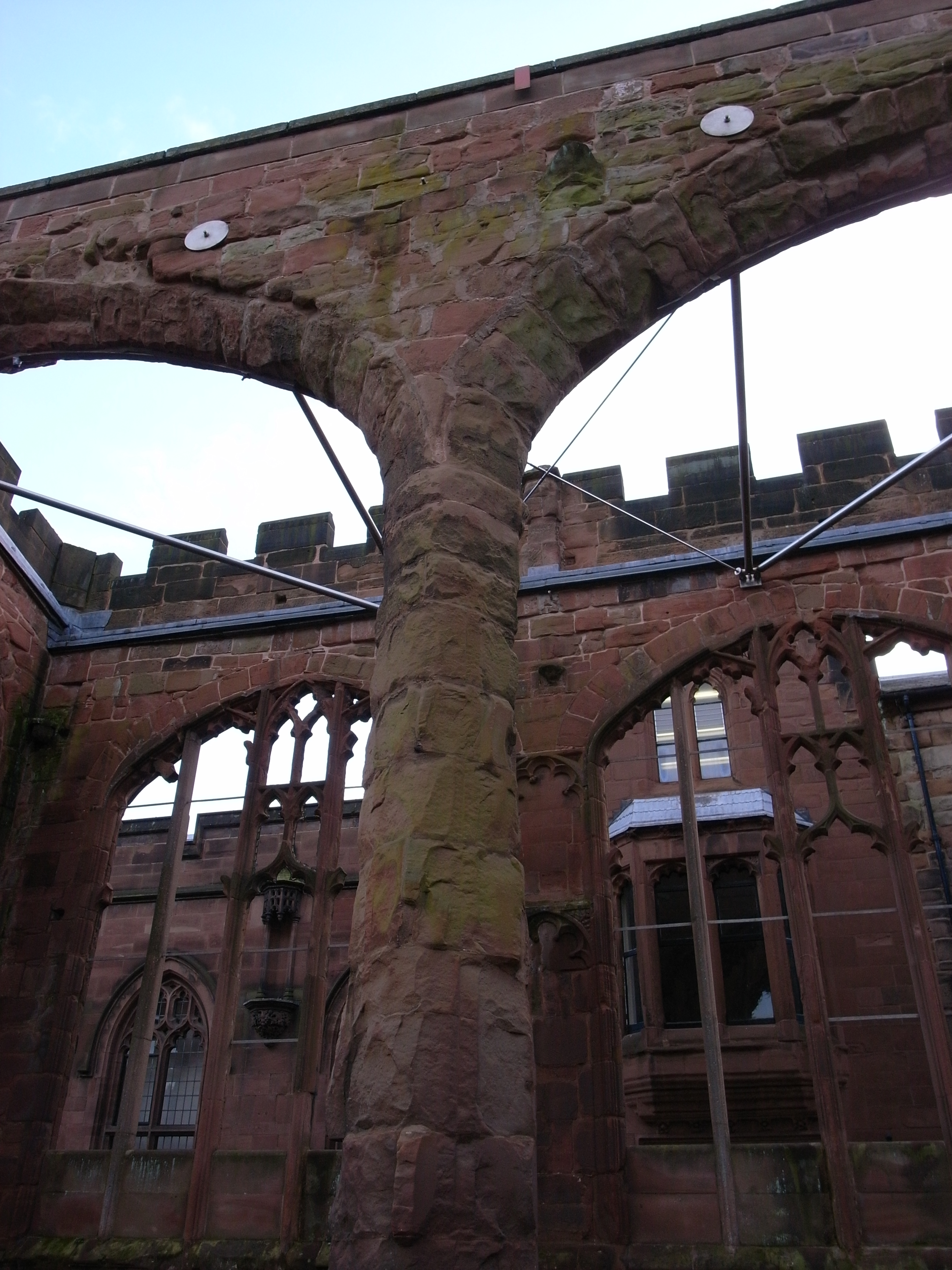
شدادات يجهز لشد السقف به.

قضيب شد أو الشداد (الجمع: شِدَادَت) هو عنصر إنشائي رفيع يُستخدم ككبل يحمل أحمال شد فقط.
وهو وتر يأخذ قوى الشد بين دفعتين متباعدتين، ويمنع انقلاب الجدار، وفصل الأعضاء الهيكلية، إلخ. على عكس الدعامة، التي تعمل بالضغط عن طريق منع الجمع بين جزأين، فإن قضيب الربط يخضع للجر.

## أنواع الشداد وتطبيقاته
- في هياكل الطائرات، يُستخدم الشداد أحيانًا في جسم الطائرة أو الأجنحة.[3]
- غالبًا ما يُستخدم الشداد في الهياكل الفولاذية،[4] مثل الجسور[5][6][7] والمباني الصناعية والدبابات[8] والأبراج[9][10] والرافعات.[11][12]
- في بعض الأحيان، تُعدل الشدادات لتعديل انحناء ودعم جدران البناء (طوب، حجر، صخر) لمقاومة الأحمال الجانبية.
- لا يُشار إلى حديد التسليح المستخدم في الخرسانة المسلحة على أنه «قضيب شد»، ولكنه يُؤدي بشكل أساسي بعضًا من نفس أغراض مقاومة قوة الشد التي تؤديها قضبان الشد.
- في السيارات، يكون الشداد جزءًا من آلية التوجيه [الإنجليزية]. وهي تختلف عن قضيب الشد النموذجي عن طريق الدفع والسحب (تعمل في الشد والضغط). في المملكة المتحدة، يشار إلى هذه العناصر عمومًا باسم قضبان الجنزير (بالإنجليزية: track rods)‏ .
- في القطارات البخارية، يربط الشداد عجلات القيادة [الإنجليزية] مع ذراع التوصيل.
- تُستخدم قضبان الشد المعروفة باسم قضبان التدحرج (بالإنجليزية: sag rods)‏ أحيانًا فيما يتعلق بالمدادات لأخذ مكونات الأحمال الموازية للسقف.
- أشعة عجلات الدراجات الهوائية هي قضبان شد.
- في السفن، قضبان الشد عبارة عن مسامير تُحافظ على هيكل المحرك بأكمله تحت الضغط. أنها توفر قوة الإجهاد. كما أنها توفر محاذاة مناسبة لمعدات التشغيل مما يمنع الحت. إنها تساعد على تقليل إجهاد الانحناء الذي ينتقل إلى العارضة المستعرضة.

## هندسة الشداد
بشكل عام، نظرًا لأن نسبة الطول النموذجي لقضيب الشد إلى مقطعه العرضي تكون كبيرة جدًا في العادة، فقد تنثني تحت تأثير قوى الانضغاط. قوة العمل لقضيب الشد هي نتاج إجهاد العمل المسموح به والحد الأدنى من مساحة المقطع العرضي للقضيب.
مع الأخذ في الاعتبار المرونة الخطية، عند تأثير بحمل على شداد يتولد فيه تشوهات لكن يحافظ الشداد على أبعاده.
يُعد انهيار فندق حياة ريجنسي في مدينة كانساس سيتي بولاية ميسوري في 17 يوليو 1981 قصورًا هيكليًا سيئ السمعة ينطوي على قضبان الشد. كان الفندق يحتوي على ردهة كبيرة بها ثلاثة ممرات تعبرها معلقة من قضبان شد. أدت أخطاء البناء إلى انهيار العديد من الممرات، مما أسفر عن مقتل 114 شخصًا وإصابة أكثر من 200.